# إرنست بلاكبيرن
إرنست بلاكبيرن (بالإنجليزية: Ernest Blackburn)‏ (23 أبريل 1893 في المملكة المتحدة - 13 يوليو 1964 في المملكة المتحدة) هو مدرب كرة قدم ولاعب كرة قدم بريطاني (وحمل سابقاً جنسية المملكة المتحدة لبريطانيا العظمى وأيرلندا) في مركزي الدفاع والظهير. لعب مع أستون فيلا وبرادفورد سيتي.